# サワトラノオ
サワトラノオ（沢虎の尾、学名：Lysimachia leucantha）は、サクラソウ科オカトラノオ属の多年草。群落をつくって生育し、同属の他の種とくらべて軟弱で、ヨシ原に生えるものは、ヨシに寄りかかるように伸びる。別名、ミズトラノオ。

## 特徴
地下茎は横に這う。地上茎は円柱形で稜があり、無毛で直立し、上部でほとんで枝分かれせず、高さは40-80cmになる。ときに栄養状態が良ければ茎の上部で2-3に分枝する。葉は互生し、多数の葉をつけ、葉身は倒披針状線形または広線形で、長さ2-4.5cm、幅3-5mm、先端はややとがるか鈍く、基部はしだいに狭まる。葉の縁は全縁で波打ち、葉肉内に黒色の腺点が散生する。葉柄はまったく無いか、ほとんど無い。葉柄の基部に托葉状の小さな葉がつく。
花期は4-5月。枝先に総状花序をつけ、白色の多数の花をやや密につけ、下側から咲きだす。花序軸から出る花柄の基部に線形の苞がある。花序軸は初め短いが、果時には長く伸びる。花柄は花期に長さ6-10mmであるが、果期には長さ1.5-2cmに伸長する。花冠は径7-8mm、白色で5裂し、花冠裂片は倒卵形で長さ4mm、先端は円い。萼は深く5裂し、萼裂片は披針形になり先端は鋭くとがり、長さ3mmで、黒色の腺点がある。雄蕊は5個あり、花糸は長く花冠の外に突出し、葯は花糸の先端にT字型につく。花柱は1個あり、蕾時から花冠を突出する。果実は蒴果で径2.5mmの球形となり、萼片より短い。

## 分布と生育環境
日本では、本州（埼玉県・静岡県・大阪府）、九州（佐賀県・熊本県・大分県）に分布し、低湿地、水辺の湿地などに稀に生育する。国外では、朝鮮半島に分布する。

## 名前の由来
和名サワトラノオは「沢虎の尾」の意。「サハトラノオ」の名前は、1856年（安政3年）に出版された飯沼慾斎の『草木図説』に出てくる。
種小名（種形容語）leucantha は、「白い花の」の意味。

## 種の保全状況評価
絶滅危惧IB類 (EN)（環境省レッドリスト）
（2020年、環境省）

- 埼玉県-絶滅危惧I類(CR)、千葉県-消息不明・絶滅生物(X)、東京都-絶滅(EX)[9]、静岡県（2020年）絶滅危惧IB類(EN)[10]、富山県-情報不足、大阪府-絶滅危惧I類、広島県-要注意(AN)情報不足、福岡県-絶滅危惧IA類(CR)、佐賀県-絶滅危惧I類種、熊本県-絶滅危惧IA類(CR)、宮崎県-絶滅危惧IA類(CR-r,g,d)、鹿児島県-絶滅危惧II類[9]
- 静岡県富士市の自生地が、2015年7月に「浮島ヶ原のサワトラノオ群生地」として、富士市指定天然記念物に指定されている[11]。

## ギャラリー

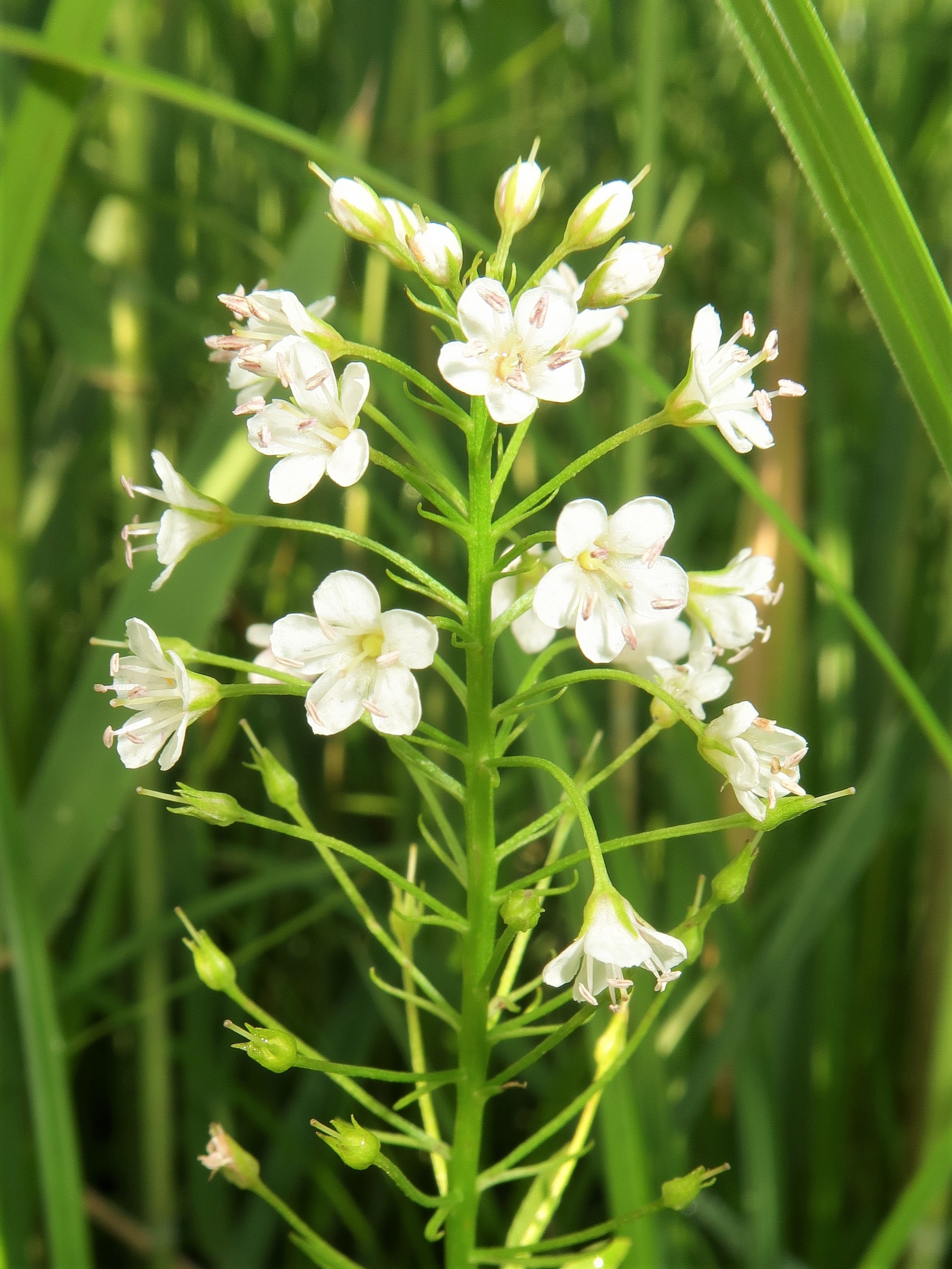
枝先に総状花序をつけ、白色の多数の花をやや密につけ、下側から咲きだす。花序軸から出る花柄の基部に線形の苞がある。花冠裂片の先は円い。
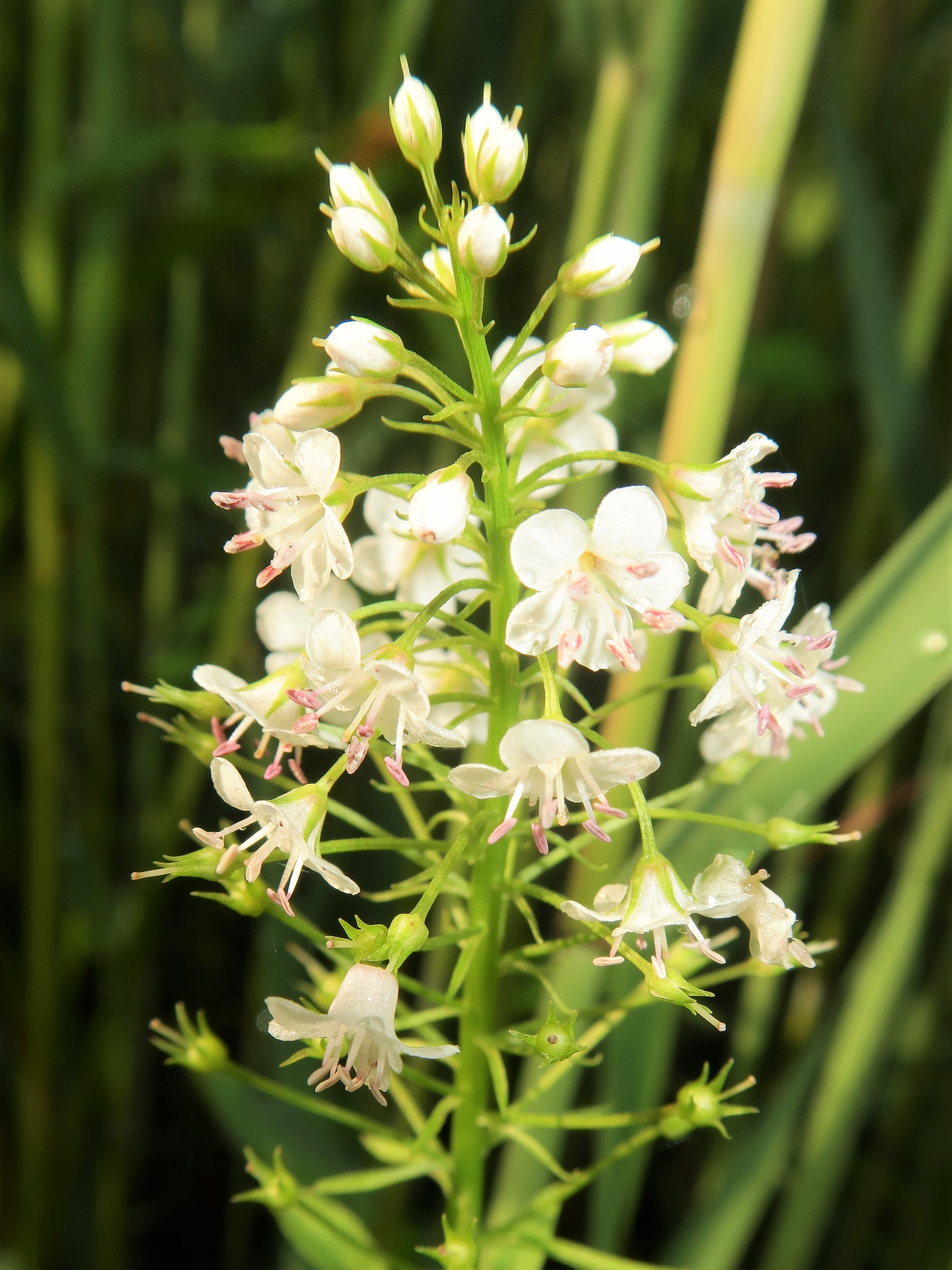
萼は深く5裂し、萼裂片は披針形になり先端は鋭くとがる。雄蕊は5個あり、花糸は長く花冠の外に突出し、葯は花糸の先端にT字型につく。
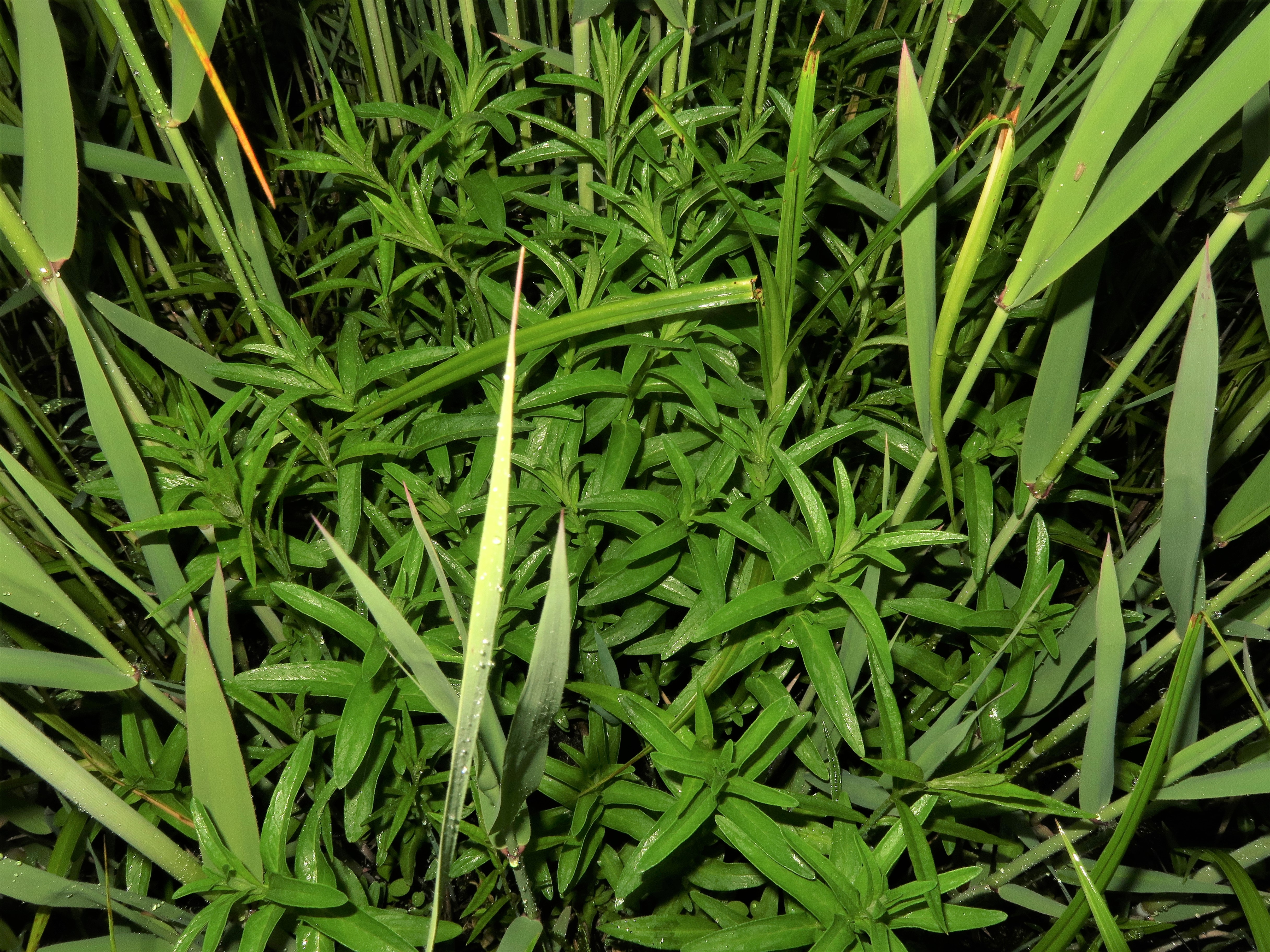
4月中旬。ヨシの間に生え、花序はまだつけていない。
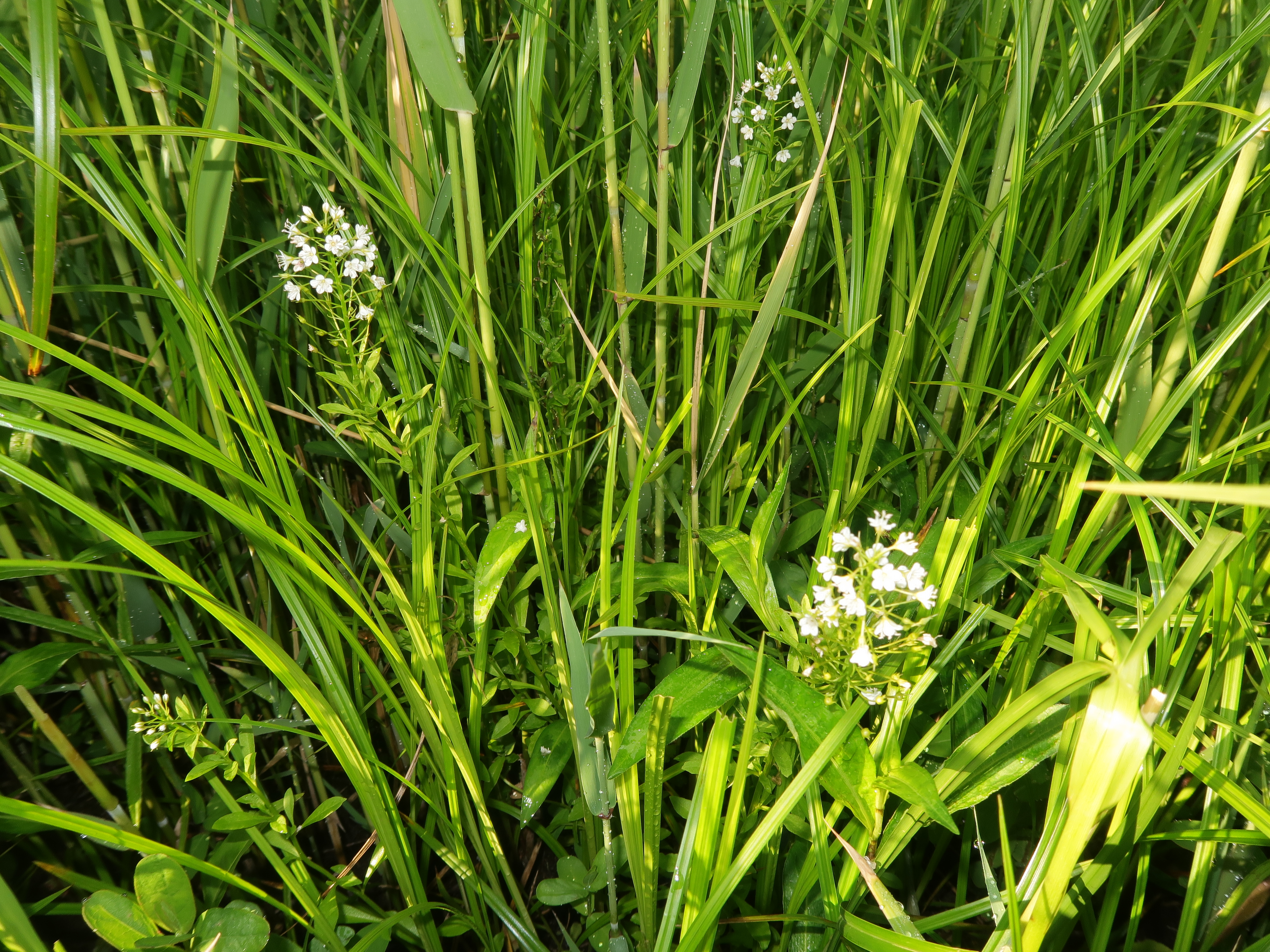
5月上旬。ヨシに寄りかかって伸びる。
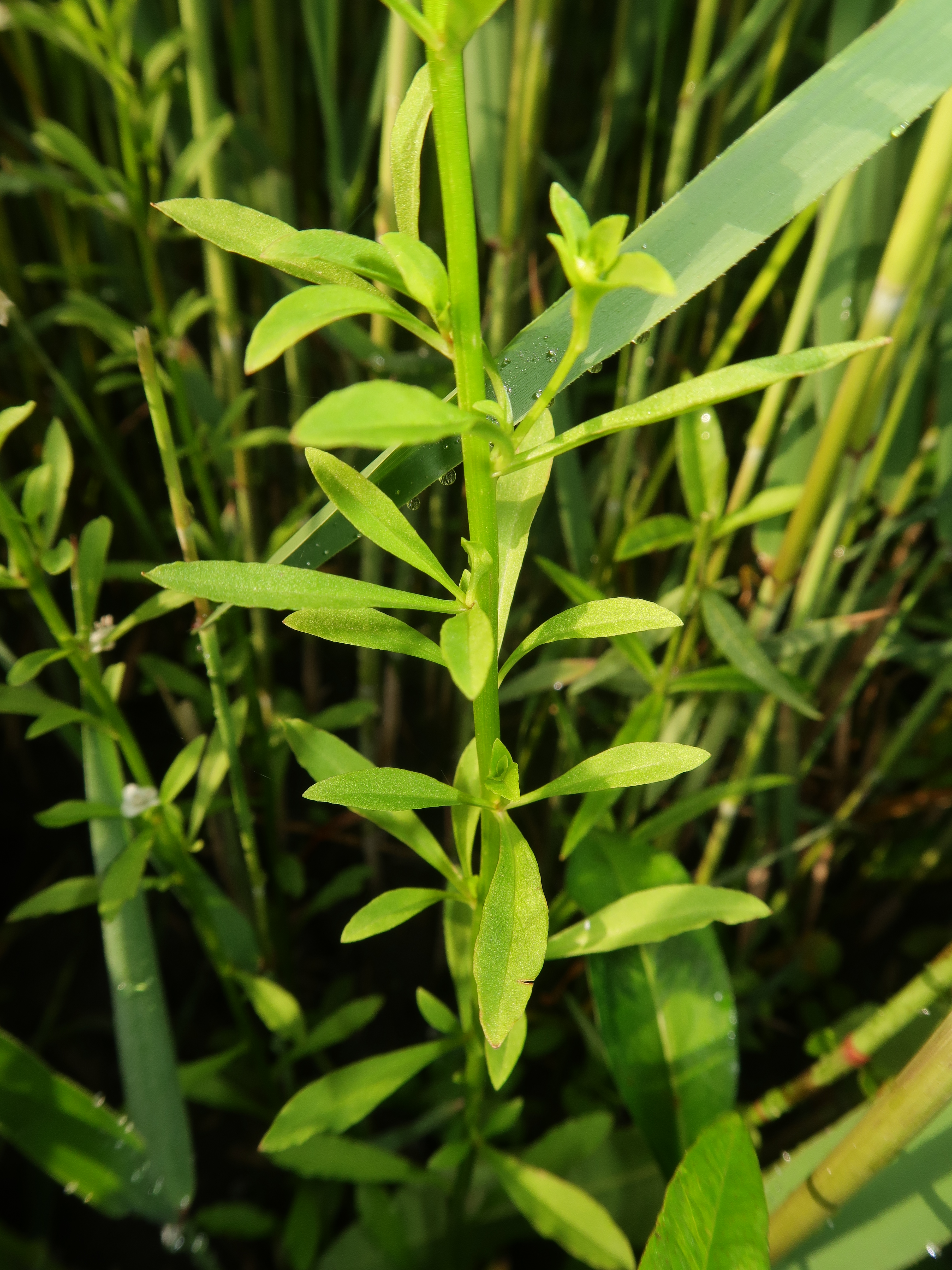
地上茎は円柱形で稜があり、無毛で直立する。葉は互生し、多数の葉をつける。葉柄の基部に托葉状の小さな葉がつく。

## 類似種
トウサワトラノオ Lysimachia candida Lindl. (1846) - 本種サワトラノオに似るが、サワトラノオより花がやや大きく花冠の径10mm、花冠裂片の長さ8-10mm、花冠裂片の先端はとがる。萼裂片は線形で長さ4-6mmになる。花柱は長さ6mmほどあり、サワトラノオより長いが、花冠が大きいため、サワトラノオと異なり花冠を突出しない。本州（栃木県・愛知県）、台湾、中国大陸に分布する。